# Stotnik
Stotnik (angleško Captain, nemško Hauptmann) je častniški čin; v mornarici mu ustreza naziv poročnik bojne ladje.
Je eden najstarejših vojaških činov v uporabi; osnovni so bili general, stotnik in poročnik.
Slovenska vojska: 